# Richard Olver
Richard Lake Olver, född 2 januari 1947, är en brittisk företagsledare som är styrelseordförande för den brittiska vapentillverkaren BAE Systems plc sedan 2004 när han efterträdde Sir Richard Evans, CBE.
Olver är också medlem i näringslivsrådgivningsgruppen Business Advisory Group som skapades av Storbritanniens premiärminister David Cameron. Han är rådgivare åt den brittiska bankjätten HSBC Holdings plc och medlem i Trilateral Commission.